# Doretkari
Doretkari (en georgiano: დორეთკარი) o Doret (en osetio: Дорет) es un pueblo que pertenece a la parcialmente reconocida República de Osetia del Sur, parte del distrito de Leningor, aunque de iure pertenece al municipio de Ajalgori de la región de Mtsjeta-Mtianeti de Georgia.

## Geografía
Doretkari se encuentra a orillas del río Chuti, a 27 km de Ajalgori. La aldea se administra desde el pueblo de Largvisi.   

## Historia
Doretkari formó parte del ducado de Ksani en la Edad Media; es mencionada en la lista de aldeas de 1772 de Johann Guldenstedt y en la descripción estadística de 1781 del ducado de Ksani. En 1865, Doretkari, con sus siete hogares habitados por georgianos, formaba parte del vólost de Metsekeri del uyezd de Ksani. 
Durante el período soviético, entre 1922 y 1990, se incluyó en el distrito de Leningrado del óblast autónomo de Osetia del Sur.
Durante la duración del conflicto georgiano-osetio hasta la victoria rusa en la guerra ruso-georgiana de 2008, con la que las de facto autoridades de Osetia del Sur establecieron el control sobre el valle de Ksani, Doretkari formaba parte del territorio controlado por el gobierno de Georgia. Después de agosto de 2008, la aldea quedó bajo el control de las autoridades de la República de Osetia del Sur. 

## Demografía
La evolución demográfica de Doretkari entre 1916 y 2002 fue la siguiente:
| 91                                                       | 91 | 108 | 72 | 17 |
| (Fuente: Population of South Ossetia since Soviet times) |    |     |    |    |

Según el censo de 2002 realizado por las autoridades georgianas, que controlaban la parte oriental del municipio de Ajalgori, la composición étnica del pueblo es la siguiente:
|              | 2002      | 2002       |
| Grupo étnico | Población | Porcentaje |
| ------------ | --------- | ---------- |
| Georgianos   | 51        | 74%        |
| Osetios      | 19        | 24%        |
| Total        | 70        | 100%       |

## Infraestructura

### Arquitectura, monumentos y lugares de interés
En el territorio del pueblo se conservan el pueblo de Tsinkibi, con su fortaleza, la iglesia de Santa Bárbara (siglos IV-X) y las ruinas de la iglesia de San Jorge, de finales de la Edad Media.